# Visual Studio One
Visual Studio One (Die Zeitung für die Microsoft Developer Community) war eine Fachzeitschrift für Softwareentwickler. Sie erschien seit der Erstausgabe 06/2005 (Oktober) regelmäßig alle zwei Monate und präsentierte Artikel zu Development mit Microsoft-Technologien. Herausgeber war der im oberbayerischen Burghausen ansässige IT-Schulungsanbieter ppedv.

## Geschichte und Format
Visual Studio One war ein Formathybrid aus Zeitung und Zeitschrift. Seit der Erstausgabe Ende 2005 hatte das Heft zwei Redesigns erfahren, durch die es seine Magazineigenschaften immer mehr durch typische Zeitungsfeatures ergänzte.
Seit Erscheinen der letzten Ausgabe Nummer 67 im Oktober 2017 ist es nicht mehr möglich, die Zeitschrift im Abo zu beziehen.

### Ausgaben 06/2005 bis 06/2007
Von der Erstausgabe 06/2005 bis zur letzten des Jahrgangs 2007 erschien die Zeitschrift im herkömmlichen Magazinformat DIN A4 mit Glanzumschlag.

### Ausgaben 01/2008 bis 06/2009
Mit Ausgabe 01/2008 ging der Verlag dazu über, das Heft im Überformat und neuem Layout herauszugeben. Hier zeigten sich zum ersten Mal Einflüsse des Zeitungsformates: Das Cover präsentierte statt eines seitenfüllenden Titelbildes zusätzlich zu den Headlines Artikelteaser im Zeitungsstil. Das Innenlayout wurde von drei auf zwei Texspalten reduziert.

### Ausgabe 01/2010 bis 10/2017
Zum Jahresanfang 2010 erfuhr Visual Studio One sein bis dato letztes Redesign. Das Überformat blieb bestehen. Das Innenlayout wurde zeitungstypisch in Umbrüchen flexibler und farblich aufgelockert. Die deutlichsten Änderungen erfuhr das Cover: Der Logobalken wurde von nun an vertikal an der linken Seite platziert, die Headlines und Teaser dreispaltig verteilt und durch eine Vorschau auf den am Inhaltsverzeichnis folgenden Comic ergänzt.

## Inhalte
Das Themenspektrum umfasste Software-Entwicklung mit Microsoft-Technologien. Laut Cover befanden sich darunter „.NET, Microsoft Visual Studio, C#, Team System, Visual Basic, Phone, Windows Presentation Foundation, SharePoint, Internet Explorer, Microsoft SQL Server, Microsoft Silverlight und Windows Communication Foundation“. Themenübersichten zur aktuellen sowie zur kommenden Ausgabe fanden sich regelmäßig auf der Homepage.

## Comic
Seit Ausgabe 01/2010 führte Visual Studio One als einzige Developer-Zeitschrift im deutschsprachigen Raum einen Comic. Hauptcharakter des Comics war das Maskottchen der Zeitschrift, der „DOT.NERD“. Dieser traf in den verschiedenen Ausgaben auf Persönlichkeiten aus der Entwicklerszene. Dabei waren Ralf Westphal und Stefan Lieser von der Clean Code Developer-Initiative sowie Jan Schenk und Cortessa Kostis von msdn tv.